# فرودگاه تفت
فرودگاه تفت (به انگلیسی: Taft Airport) (به زبان بومی: Taft-Kern County Airport) یک فرودگاه همگانی است که یک باند فرود آسفالت دارد و طول باند آن ۱۰۸۲ متر است. این فرودگاه در کشور ایالات متحده آمریکا قرار دارد و در ارتفاع ۲۶۶٫۷ متری از سطح دریا واقع شده است.